# Saison 1985-1986 du Football Club de Grenoble rugby
Cette page présente la saison 1985-1986 du Football club de Grenoble rugby.
Grenoble, renforcé notamment par l'ouvreur Pierre Mathias est éliminé de justesse (victoire à l’aller à domicile 9-0 et défaite au retour 9-19) par Biarritz en huitièmes de finale du championnat mais dispute la finale du challenge Du Manoir et les demi-finales de la coupe de France.

## Les matchs de la saison
Grenoble termine 6e de sa poule avec 8 victoires, 1 nul et 9 défaites

### À domicile
- Grenoble-Marmande 34-0
- Grenoble-Begles 22-9
- Grenoble-Tarbes 15-6
- Grenoble-Nice 9-13
- Grenoble-Racing 6-3
- Grenoble-Montferrand 11-19
- Grenoble-Bourgoin 9-6
- Grenoble-Carcassonne 40-7
- Grenoble-Perpignan 15-12

### À l’extérieur
- Marmande-Grenoble 10-21
- Bègles-Grenoble 6-3
- Tarbes-Grenoble 3-3
- Nice-Grenoble 47-3
- Racing-Grenoble 19-9
- Montferrand-Grenoble 19-6
- Bourgoin-Grenoble 16-9
- Carcassonne-Grenoble 6-3
- Perpignan-Grenoble 22-13

## Classement des 4 poules de 10
Les équipes sont listées dans leur ordre de classement à l'issue de la phase qualificative. Les noms en gras indiquent les équipes qui sont qualifiées directement pour les 8e de finale.
| 1. Stade toulousain 2. RC Narbonne 3. AS Béziers 4. CA Brive 5. SC Graulhet 6. US Romans 7. Stade montois 8. Boucau stade 9. Stade bagnérais 10. Lombez Samatan club | 1. RC Toulon 2. Biarritz olympique 3. Valence sportif 4. Section paloise 5. Aviron bayonnais 6. FC Oloron 7. RC Hyères 8. La Voulte sportif 9. Castres olympique 10. Stade lavelanétien     |
| 1. SU Agen 2. RC Nîmes 3. Stade aurillacois 4. FC Lourdes 5. SA Hagetmau 6. CO Le Creusot 7. US Dax 8. Tyrosse RCS 9. SC Tulle 10. US Montauban                      | 1. USA Perpignan 2. AS Montferrand 3. RRC Nice 4. Racing club de France 5. Stadoceste tarbais 6. FC Grenoble 7. CS Bourgoin-Jallieu 8. CA Bègles-Bordeaux 9. US Carcassonne 10. US Marmande |

## Matchs de barrage (seizièmes de finale)
Les équipes dont le nom est en caractères gras sont qualifiées pour les huitièmes de finale.
| Équipe 1              | Équipe 2              | Résultat |
| --------------------- | --------------------- | -------- |
| Aviron bayonnais      | Section paloise       | 6-3      |
| AS Béziers            | SA Hagetmau           | 10-6     |
| Racing club de France | FC Oloron             | 4-3      |
| CA Brive              | Le Creusot-Montchanin | 30-6     |
| FC Grenoble           | Stade aurillacois     | 9-6      |
| FC Lourdes            | US Romans             | 16-10    |
| RRC Nice              | Stadoceste tarbais    | 15-14    |
| SC Graulhet           | Valence sportif       | 15-4     |

## Huitièmes de finale
Les équipes dont le nom est en caractères gras sont qualifiées pour les quarts de finale.
| Équipe 1              | Équipe 2           | Match aller | Match retour |
| --------------------- | ------------------ | ----------- | ------------ |
| Aviron bayonnais      | SU Agen            | 12-6        | 6-31         |
| AS Béziers            | RC Nîmes           | 9-3         | 17-12        |
| Racing club de France | USA Perpignan      | 20-16       | 3-13         |
| CA Brive              | RC Toulon          | 12-0        | 3-43         |
| FC Grenoble           | Biarritz olympique | 9-0         | 9-19         |
| FC Lourdes            | Stade toulousain   | 9-20        | 3-35         |
| RRC Nice              | AS Montferrand     | 9-6         | 3-6          |
| SC Graulhet           | RC Narbonne        | 15-12       | 9-10         |

## Quarts de finale
Les équipes dont le nom est en caractères gras sont qualifiées pour les demi-finales.
| Équipe 1           | Équipe 2         | Résultat |
| ------------------ | ---------------- | -------- |
| SU Agen            | AS Béziers       | 16-12    |
| USA Perpignan      | RC Toulon        | 10-15    |
| Biarritz olympique | Stade toulousain | 3-16     |
| AS Montferrand     | SC Graulhet      | 12-15    |

## Demi-finales
| Équipe 1         | Équipe 2    | Résultat |
| ---------------- | ----------- | -------- |
| SU Agen          | RC Toulon   | 38-18    |
| Stade toulousain | SC Graulhet | 21-12    |

## Finale
| Équipes | Stade toulousain - SU Agen |
| Score   | 16-6 (6-3)                 |
| Date    | 24 mai 1986                |
| Stade   | Parc des Princes           |
| Arbitre | André Peytavin             |

## Challenge Yves Du Manoir
En challenge Yves du Manoir, Grenoble après avoir terminé en tête de sa poule est finaliste de la compétition défait par l'AS Montferrand sur le score de 22 à 15.

### À domicile
- Grenoble-Bourgoin 18-15
- Grenoble-Toulon 18-9
- Grenoble-Nice 28-20

### À l’extérieur
- Bourgoin-Grenoble 7-16
- Toulon-Grenoble 30-3
- Nice-Grenoble 18-10

### Tableau final
|  | Huitièmes de finale        | Huitièmes de finale   | Huitièmes de finale             | Huitièmes de finale   |                  |                  | Quarts de finale    | Quarts de finale    | Quarts de finale    | Quarts de finale    |  |  | Demi-finales            | Demi-finales            | Demi-finales            | Demi-finales            |  |  | Finale                                   | Finale                                   | Finale                                   | Finale                                   |
|  |                            |                       |                                 |                       |                  |                  |                     |                     |                     |                     |  |  |                         |                         |                         |                         |  |  |                                          |                                          |                                          |                                          |
|  | 2 mars 1986, Aurillac      | 2 mars 1986, Aurillac | 2 mars 1986, Aurillac           | 2 mars 1986, Aurillac |                  |                  | 19 mars 1986, Brive | 19 mars 1986, Brive | 19 mars 1986, Brive | 19 mars 1986, Brive |  |  | 13 avril 1986, Grenoble | 13 avril 1986, Grenoble | 13 avril 1986, Grenoble | 13 avril 1986, Grenoble |  |  | 1 mai 1986, Stade Amédée-Domenech, Brive | 1 mai 1986, Stade Amédée-Domenech, Brive | 1 mai 1986, Stade Amédée-Domenech, Brive | 1 mai 1986, Stade Amédée-Domenech, Brive |
|  | AS Montferrand             | AS Montferrand        | 29                              | 29                    |                  |                  | 19 mars 1986, Brive | 19 mars 1986, Brive | 19 mars 1986, Brive | 19 mars 1986, Brive |  |  | 13 avril 1986, Grenoble | 13 avril 1986, Grenoble | 13 avril 1986, Grenoble | 13 avril 1986, Grenoble |  |  | 1 mai 1986, Stade Amédée-Domenech, Brive | 1 mai 1986, Stade Amédée-Domenech, Brive | 1 mai 1986, Stade Amédée-Domenech, Brive | 1 mai 1986, Stade Amédée-Domenech, Brive |
|  | AS Montferrand             | AS Montferrand        | 29                              | 29                    |                  |                  | 19 mars 1986, Brive | 19 mars 1986, Brive | 19 mars 1986, Brive | 19 mars 1986, Brive |  |  | 13 avril 1986, Grenoble | 13 avril 1986, Grenoble | 13 avril 1986, Grenoble | 13 avril 1986, Grenoble |  |  | 1 mai 1986, Stade Amédée-Domenech, Brive | 1 mai 1986, Stade Amédée-Domenech, Brive | 1 mai 1986, Stade Amédée-Domenech, Brive | 1 mai 1986, Stade Amédée-Domenech, Brive |
|  | SC Graulhet                | SC Graulhet           | 13                              | 13                    |                  |                  | 19 mars 1986, Brive | 19 mars 1986, Brive | 19 mars 1986, Brive | 19 mars 1986, Brive |  |  | 13 avril 1986, Grenoble | 13 avril 1986, Grenoble | 13 avril 1986, Grenoble | 13 avril 1986, Grenoble |  |  | 1 mai 1986, Stade Amédée-Domenech, Brive | 1 mai 1986, Stade Amédée-Domenech, Brive | 1 mai 1986, Stade Amédée-Domenech, Brive | 1 mai 1986, Stade Amédée-Domenech, Brive |
|  | SC Graulhet                | SC Graulhet           | 13                              | 13                    | AS Montferrand   | AS Montferrand   | 24                  | 24                  |                     |                     |  |  | 13 avril 1986, Grenoble | 13 avril 1986, Grenoble | 13 avril 1986, Grenoble | 13 avril 1986, Grenoble |  |  | 1 mai 1986, Stade Amédée-Domenech, Brive | 1 mai 1986, Stade Amédée-Domenech, Brive | 1 mai 1986, Stade Amédée-Domenech, Brive | 1 mai 1986, Stade Amédée-Domenech, Brive |
|  | 23 février 1986, Montauban |                       |                                 |                       | AS Montferrand   | AS Montferrand   | 24                  | 24                  |                     |                     |  |  | 13 avril 1986, Grenoble | 13 avril 1986, Grenoble | 13 avril 1986, Grenoble | 13 avril 1986, Grenoble |  |  | 1 mai 1986, Stade Amédée-Domenech, Brive | 1 mai 1986, Stade Amédée-Domenech, Brive | 1 mai 1986, Stade Amédée-Domenech, Brive | 1 mai 1986, Stade Amédée-Domenech, Brive |
|  |                            |                       | SU Agen                         | SU Agen               | 9                | 9                |                     |                     |                     |                     |  |  | 13 avril 1986, Grenoble | 13 avril 1986, Grenoble | 13 avril 1986, Grenoble | 13 avril 1986, Grenoble |  |  | 1 mai 1986, Stade Amédée-Domenech, Brive | 1 mai 1986, Stade Amédée-Domenech, Brive | 1 mai 1986, Stade Amédée-Domenech, Brive | 1 mai 1986, Stade Amédée-Domenech, Brive |
|  | SU Agen                    | SU Agen               | SU Agen                         | SU Agen               | 9                | 9                | 19                  | 19                  |                     |                     |  |  | 13 avril 1986, Grenoble | 13 avril 1986, Grenoble | 13 avril 1986, Grenoble | 13 avril 1986, Grenoble |  |  | 1 mai 1986, Stade Amédée-Domenech, Brive | 1 mai 1986, Stade Amédée-Domenech, Brive | 1 mai 1986, Stade Amédée-Domenech, Brive | 1 mai 1986, Stade Amédée-Domenech, Brive |
|  | SU Agen                    | SU Agen               | 16 mars 1986, Toulouse          |                       |                  |                  | 19                  | 19                  |                     |                     |  |  | 13 avril 1986, Grenoble | 13 avril 1986, Grenoble | 13 avril 1986, Grenoble | 13 avril 1986, Grenoble |  |  | 1 mai 1986, Stade Amédée-Domenech, Brive | 1 mai 1986, Stade Amédée-Domenech, Brive | 1 mai 1986, Stade Amédée-Domenech, Brive | 1 mai 1986, Stade Amédée-Domenech, Brive |
|  | CA Brive                   | CA Brive              | 12                              | 12                    |                  |                  |                     |                     |                     |                     |  |  | 13 avril 1986, Grenoble | 13 avril 1986, Grenoble | 13 avril 1986, Grenoble | 13 avril 1986, Grenoble |  |  | 1 mai 1986, Stade Amédée-Domenech, Brive | 1 mai 1986, Stade Amédée-Domenech, Brive | 1 mai 1986, Stade Amédée-Domenech, Brive | 1 mai 1986, Stade Amédée-Domenech, Brive |
|  | CA Brive                   | CA Brive              | 12                              | 12                    | AS Montferrand   | AS Montferrand   | 9                   | 9                   |                     |                     |  |  |                         |                         |                         |                         |  |  | 1 mai 1986, Stade Amédée-Domenech, Brive | 1 mai 1986, Stade Amédée-Domenech, Brive | 1 mai 1986, Stade Amédée-Domenech, Brive | 1 mai 1986, Stade Amédée-Domenech, Brive |
|  | 23 février 1986, Toulouse  |                       |                                 |                       | AS Montferrand   | AS Montferrand   | 9                   | 9                   |                     |                     |  |  |                         |                         |                         |                         |  |  | 1 mai 1986, Stade Amédée-Domenech, Brive | 1 mai 1986, Stade Amédée-Domenech, Brive | 1 mai 1986, Stade Amédée-Domenech, Brive | 1 mai 1986, Stade Amédée-Domenech, Brive |
|  |                            |                       | RC Toulon                       | RC Toulon             | 6                | 6                |                     |                     |                     |                     |  |  |                         |                         |                         |                         |  |  | 1 mai 1986, Stade Amédée-Domenech, Brive | 1 mai 1986, Stade Amédée-Domenech, Brive | 1 mai 1986, Stade Amédée-Domenech, Brive | 1 mai 1986, Stade Amédée-Domenech, Brive |
|  | AS Béziers                 | AS Béziers            | RC Toulon                       | RC Toulon             | 6                | 6                | 13                  | 13                  |                     |                     |  |  |                         |                         |                         |                         |  |  | 1 mai 1986, Stade Amédée-Domenech, Brive | 1 mai 1986, Stade Amédée-Domenech, Brive | 1 mai 1986, Stade Amédée-Domenech, Brive | 1 mai 1986, Stade Amédée-Domenech, Brive |
|  | AS Béziers                 | AS Béziers            | 20 avril 1986, Clermont-Ferrand |                       |                  |                  | 13                  | 13                  |                     |                     |  |  |                         |                         |                         |                         |  |  | 1 mai 1986, Stade Amédée-Domenech, Brive | 1 mai 1986, Stade Amédée-Domenech, Brive | 1 mai 1986, Stade Amédée-Domenech, Brive | 1 mai 1986, Stade Amédée-Domenech, Brive |
|  | Biarritz olympique         | Biarritz olympique    | 6                               | 6                     |                  |                  |                     |                     |                     |                     |  |  |                         |                         |                         |                         |  |  | 1 mai 1986, Stade Amédée-Domenech, Brive | 1 mai 1986, Stade Amédée-Domenech, Brive | 1 mai 1986, Stade Amédée-Domenech, Brive | 1 mai 1986, Stade Amédée-Domenech, Brive |
|  | Biarritz olympique         | Biarritz olympique    | 6                               | 6                     | AS Béziers       | AS Béziers       | 17                  | 17                  |                     |                     |  |  |                         |                         |                         |                         |  |  | 1 mai 1986, Stade Amédée-Domenech, Brive | 1 mai 1986, Stade Amédée-Domenech, Brive | 1 mai 1986, Stade Amédée-Domenech, Brive | 1 mai 1986, Stade Amédée-Domenech, Brive |
|  | 2 mars 1986, Bourgoin      |                       |                                 |                       | AS Béziers       | AS Béziers       | 17                  | 17                  |                     |                     |  |  |                         |                         |                         |                         |  |  | 1 mai 1986, Stade Amédée-Domenech, Brive | 1 mai 1986, Stade Amédée-Domenech, Brive | 1 mai 1986, Stade Amédée-Domenech, Brive | 1 mai 1986, Stade Amédée-Domenech, Brive |
|  |                            |                       | Racing CF                       | Racing CF             | 9                | 9                |                     |                     |                     |                     |  |  |                         |                         |                         |                         |  |  | 1 mai 1986, Stade Amédée-Domenech, Brive | 1 mai 1986, Stade Amédée-Domenech, Brive | 1 mai 1986, Stade Amédée-Domenech, Brive | 1 mai 1986, Stade Amédée-Domenech, Brive |
|  | Racing CF                  | Racing CF             | Racing CF                       | Racing CF             | 9                | 9                | 20                  | 20                  |                     |                     |  |  |                         |                         |                         |                         |  |  | 1 mai 1986, Stade Amédée-Domenech, Brive | 1 mai 1986, Stade Amédée-Domenech, Brive | 1 mai 1986, Stade Amédée-Domenech, Brive | 1 mai 1986, Stade Amédée-Domenech, Brive |
|  | Racing CF                  | Racing CF             | 16 mars 1986, Perpignan         |                       |                  |                  | 20                  | 20                  |                     |                     |  |  |                         |                         |                         |                         |  |  | 1 mai 1986, Stade Amédée-Domenech, Brive | 1 mai 1986, Stade Amédée-Domenech, Brive | 1 mai 1986, Stade Amédée-Domenech, Brive | 1 mai 1986, Stade Amédée-Domenech, Brive |
|  | RC Toulon                  | RC Toulon             | 18                              | 18                    |                  |                  |                     |                     |                     |                     |  |  |                         |                         |                         |                         |  |  | 1 mai 1986, Stade Amédée-Domenech, Brive | 1 mai 1986, Stade Amédée-Domenech, Brive | 1 mai 1986, Stade Amédée-Domenech, Brive | 1 mai 1986, Stade Amédée-Domenech, Brive |
|  | RC Toulon                  | RC Toulon             | 18                              | 18                    | AS Montferrand   | AS Montferrand   | 22                  | 22                  |                     |                     |  |  |                         |                         |                         |                         |  |  |                                          |                                          |                                          |                                          |
|  | 2 mars 1986, Toulon        |                       |                                 |                       | AS Montferrand   | AS Montferrand   | 22                  | 22                  |                     |                     |  |  |                         |                         |                         |                         |  |  |                                          |                                          |                                          |                                          |
|  |                            |                       | FC Grenoble                     | FC Grenoble           | 15               | 15               |                     |                     |                     |                     |  |  |                         |                         |                         |                         |  |  |                                          |                                          |                                          |                                          |
|  | FC Grenoble                | FC Grenoble           | FC Grenoble                     | FC Grenoble           | 15               | 15               | 19                  | 19                  |                     |                     |  |  |                         |                         |                         |                         |  |  |                                          |                                          |                                          |                                          |
|  | FC Grenoble                | FC Grenoble           |                                 |                       |                  |                  |                     | 19                  |                     |                     |  |  |                         |                         |                         |                         |  |  |                                          |                                          |                                          |                                          |
|  | RC Narbonne                | RC Narbonne           | 11                              | 11                    |                  |                  |                     |                     |                     |                     |  |  |                         |                         |                         |                         |  |  |                                          |                                          |                                          |                                          |
|  | RC Narbonne                | RC Narbonne           | 11                              | 11                    | FC Grenoble      | FC Grenoble      | 36                  | 36                  |                     |                     |  |  |                         |                         |                         |                         |  |  |                                          |                                          |                                          |                                          |
|  | 2 mars 1986, Pau           |                       |                                 |                       | FC Grenoble      | FC Grenoble      | 36                  | 36                  |                     |                     |  |  |                         |                         |                         |                         |  |  |                                          |                                          |                                          |                                          |
|  |                            |                       | FC Lourdes                      | FC Lourdes            | 7                | 7                |                     |                     |                     |                     |  |  |                         |                         |                         |                         |  |  |                                          |                                          |                                          |                                          |
|  | FC Lourdes                 | FC Lourdes            | FC Lourdes                      | FC Lourdes            | 7                | 7                | 9                   | 9                   |                     |                     |  |  |                         |                         |                         |                         |  |  |                                          |                                          |                                          |                                          |
|  | FC Lourdes                 | FC Lourdes            | 19 mars 1986, Narbonne          |                       |                  |                  | 9                   | 9                   |                     |                     |  |  |                         |                         |                         |                         |  |  |                                          |                                          |                                          |                                          |
|  | Stadoceste tarbais         | Stadoceste tarbais    | 6                               | 6                     |                  |                  |                     |                     |                     |                     |  |  |                         |                         |                         |                         |  |  |                                          |                                          |                                          |                                          |
|  | Stadoceste tarbais         | Stadoceste tarbais    | 6                               | 6                     | FC Grenoble      | FC Grenoble      | 31                  | 31                  |                     |                     |  |  |                         |                         |                         |                         |  |  |                                          |                                          |                                          |                                          |
|  | 23 février 1986, Bègles    |                       |                                 |                       | FC Grenoble      | FC Grenoble      | 31                  | 31                  |                     |                     |  |  |                         |                         |                         |                         |  |  |                                          |                                          |                                          |                                          |
|  |                            |                       | Stade toulousain                | Stade toulousain      | 17               | 17               |                     |                     |                     |                     |  |  |                         |                         |                         |                         |  |  |                                          |                                          |                                          |                                          |
|  | Stade toulousain           | Stade toulousain      | Stade toulousain                | Stade toulousain      | 17               | 17               | 38                  | 38                  |                     |                     |  |  |                         |                         |                         |                         |  |  |                                          |                                          |                                          |                                          |
|  | Stade toulousain           | Stade toulousain      |                                 |                       |                  |                  |                     | 38                  |                     |                     |  |  |                         |                         |                         |                         |  |  |                                          |                                          |                                          |                                          |
|  | US Dax                     | US Dax                | 15                              | 15                    |                  |                  |                     |                     |                     |                     |  |  |                         |                         |                         |                         |  |  |                                          |                                          |                                          |                                          |
|  | US Dax                     | US Dax                | 15                              | 15                    | Stade toulousain | Stade toulousain | 12                  | 12                  |                     |                     |  |  |                         |                         |                         |                         |  |  |                                          |                                          |                                          |                                          |
|  | 23 février 1986, Graulhet  |                       |                                 |                       | Stade toulousain | Stade toulousain | 12                  | 12                  |                     |                     |  |  |                         |                         |                         |                         |  |  |                                          |                                          |                                          |                                          |
|  |                            |                       | USA Perpignan                   | USA Perpignan         | 10               | 10               |                     |                     |                     |                     |  |  |                         |                         |                         |                         |  |  |                                          |                                          |                                          |                                          |
|  | USA Perpignan              | USA Perpignan         | USA Perpignan                   | USA Perpignan         | 10               | 10               | 21                  | 21                  |                     |                     |  |  |                         |                         |                         |                         |  |  |                                          |                                          |                                          |                                          |
|  | USA Perpignan              | USA Perpignan         |                                 |                       |                  |                  |                     | 21                  |                     |                     |  |  |                         |                         |                         |                         |  |  |                                          |                                          |                                          |                                          |
|  | Aviron bayonnais           | Aviron bayonnais      | 6                               | 6                     |                  |                  |                     |                     |                     |                     |  |  |                         |                         |                         |                         |  |  |                                          |                                          |                                          |                                          |
|  | Aviron bayonnais           | Aviron bayonnais      | 6                               | 6                     |                  |                  |                     |                     |                     |                     |  |  |                         |                         |                         |                         |  |  |                                          |                                          |                                          |                                          |
|  |                            |                       |                                 |                       |                  |                  |                     |                     |                     |                     |  |  |                         |                         |                         |                         |  |  |                                          |                                          |                                          |                                          |

### Finale
| 1er mai 1986 | FC Grenoble                                                            | 15 - 22 (6 - 22) | AS Montferrand | Stade Amédée-Domenech, Brive 10 406 spectateurs Arbitre : M. Lamoulie |
| 1er mai 1986 | Pénalité(s) : 4 Mathias (40e, 64e, 72e, 74e) Drop(s) : 1 Mathias (10e) |                  | Essai(s) : 3 Marocco (14e), Nicol (19e), Rizon (25e) Transformation(s) : 2 Farenq (14e, 19e) Pénalité(s) : 2 Farenq (8e, 38e) | Stade Amédée-Domenech, Brive 10 406 spectateurs Arbitre : M. Lamoulie |
| 1er mai 1986 |                                                                        |                  | | Stade Amédée-Domenech, Brive 10 406 spectateurs Arbitre : M. Lamoulie |

| FC Grenoble Titulaires Gilles Claret 15 Thierry Perrin 14 Alain Gély 13 Patrick Mesny 12 Philippe Meunier 11 Pierre Mathias 10 Dominique Mazille 9 Jean-Jacques Grand 8 Freddy Pepelnjak 7 Christophe Monteil 6 Willy Pepelnjak 5 Martin Brooke 4 Jean-Marc Romand 3 Éric Ferruit 2 Yves Menetrier 1 Remplaçants Entraîneurs Jean Liénard Jean de la Vaissière (adjoint) |  | AS Montferrand · Titulaires · 15 Jean-Claude Langlade · 14 Éric Rutault · 13 Éric Nicol · 12 Joël Molenat · 11 Philippe Oms · 10 Didier Farenq · 9 Bertrand Rioux · 8 Christophe Deslandes · 7 Michel Tonon · 6 Xavier Verdy · 5 Thierry Picard 69e · 4 Dominique Gaby · 3 Dominique Sauzade · 2 Christian Rizon · 1 Philippe Marocco · Remplaçants · 16 Jacques Brugiroux 69e · 17 Jean-Michel Lefrant · 18 Pierre Soula · 19 Philippe Lacampagne · 20 Joseph Bravo · 21 Bruno Chabory · Entraîneur · Michel Ringeval |

## Coupe de France
Grenoble est éliminé en demi-finale par Béziers futur vainqueur de l’épreuve.
- 32e de finale : Grenoble-Toulon (à Châteaurenard) 10-3
- Seizième de finale : Grenoble-Montferrand (à Valence) 18-13
- Huitième de finale : Grenoble-Biarritz (à Thuir) 31-9
- Quart de finale : Grenoble-Tarbes (à Nîmes) 24-4
- Demi-finale : Béziers-Grenoble (à Valence) 21-15

## Entraîneur
L'équipe professionnelle est encadrée par
| Nom                  | Poste               | Nationalité |
| -------------------- | ------------------- | ----------- |
| Jean Liénard         | Directeur technique | France      |
| Jean de la Vaissière | Entraîneur          | France      |
| Roland Maurice       | Adjoint             | France      |

‌
| Nom                   | Poste                  | Naissance        | Nationalité      |
| --------------------- | ---------------------- | ---------------- | ---------------- |
| Jean-Claude Alexandre | Pilier                 | 19 juin 1958     | France           |
| Yves Menetrier        | Pilier                 | 28 octobre 1965  | France           |
| Thierry Piton         | Pilier                 | 16 mai 1966      | France           |
| Jean-Marc Romand      | Pilier                 | 27 mars 1957     | France           |
| Éric Ferruit          | Talonneur              | 10 juillet 1962  | France           |
| Jacques Insardi       | Talonneur              | 4 août 1959      | France           |
| Beaume                | Deuxième ligne         |                  | France           |
| Martin Brooke         | Deuxième ligne         | 8 mars 1963      | Nouvelle-Zélande |
| Alim Hallou           | Deuxième ligne         | 9 mars 1963      | France           |
| Willy Pepelnjak       | Deuxième ligne         | 21 mai 1961      | France           |
| Gilbert Brunat        | Troisième ligne aile   | 28 janvier 1958  | France           |
| Frédéric Boutin       | Troisième ligne aile   | 22 juillet 1962  | France           |
| Christophe Monteil    | Troisième ligne aile   | 31 décembre 1961 | France           |
| Freddy Pepelnjak      | Troisième ligne aile   | 16 juin 1957     | France           |
| Robert Pettoello      | Troisième ligne aile   | 15 août 1960     | France           |
| Stéphane Geraci       | Troisième ligne centre | 3 août 1966      | France           |
| Jean-Jacques Grand    | Troisième ligne centre | 13 juillet 1962  | France           |
| Dominique Mazille     | Demi de mêlée          | 10 décembre 1961 | France           |
| Pierre Mathias        | Demi d'ouverture       | 9 avril 1957     | France           |
| Valère Gagnor         | Centre                 | 10 mai 1960      | France           |
| Alain Gély            | Centre                 | 25 janvier 1963  | France           |
| Patrick Mesny         | Centre                 | 18 août 1954     | France           |
| Frédéric Vélo         | Centre                 | 4 janvier 1966   | France           |
| Michel Chiecchino     | Ailier                 | 10 décembre 1967 | France           |
| Joris Menzildjian     | Ailier                 | 2 janvier 1967   | France           |
| Philippe Meunier      | Ailier                 | 19 juin 1963     | France           |
| Patrice Morand        | Ailier                 | 1960             | France           |
| Thierry Perrin        | Ailier                 | 17 octobre 1956  | France           |
| Régis Tabarini        | Ailier                 | 16 août 1962     | France           |
| Gilles Claret         | Arrière                | 29 mars 1961     | France           |
| Tardy                 | Arrière                |                  | France           |

### Équipe-Type
1. Jean-Claude Alexandre ou Yves Ménétrier  2. Éric Ferruit 3. Jean-Marc Romand 

4. Martin Brooke ou Stéphane Geraci 5. Willy Pepelnjak  

6. Christophe Monteil 8. Freddy Pepelnjak 7. Jean-Jacques Grand 

9. Dominique Mazille 10. Pierre Mathias 

11. Philippe Meunier ou  Régis Tabarini 12. Patrick Mesny ou Valère Gagnor 13. Alain Gély 14. Thierry Perrin 

15. Gilles Claret 